# Char B1
B1 (фр. Char de bataille B1) — французький середній танк 1930-х років. Розроблявся з 1921 року, і в березні 1934 року його прийняли на озброєння. Протягом періоду серійного виробництва з 1935 року по 15 червня 1940 року було випущено 403 танки B1 у різних варіантах. Танк активно використовувався в боях з німецькими військами у травні — червні 1940 року, і, попри просту конструкцію, танк продемонстрував високу захищеність. Майже половина випущених машин (161 одиниця) після капітуляції Франції була захоплена вермахтом і позначена відповідно до відомчого рубрикатора міністерства озброєнь. Pz. Kpfw. B2 740 (f) використовувалася ним до 1945 року, послуживши також основою для створення 16 самохідних артилерійських установок та 60 вогнеметних танків на їх базі.

## Історія створення
Історія майбутнього B1 почалася незабаром після закінчення Першої світової війни, в червні 1920 р., коли була прийнята перспективна програма післявоєнного танкобудування. Однією з концепцій танка, передбаченою цією програмою, був «бойовий танк» (фр. Char de bataille), який зайняв би проміжне місце між легкими танками підтримки піхоти, такими як FT-17 та важкими «танками-фортецями» (фр. Char de forteresse), такими як Char 2C. Крім підтримки піхоти, він повинен був бути здатний самостійно виконувати свої завдання, включаючи боротьбу з ворожою бронетехнікою. Хоча генерал Ест'єн, який активно просував цю концепцію та згодом керував роботами по «бойовому танку», передбачав використання таких танків у складі повністю механізованих підрозділів мотопіхоти, піхотне управління, під контроль якого після війни формально перейшли всі танкові війська, незабаром офіційно класифікувало майбутній танк як засіб підтримки піхоти. B1 в Німеччині, як трофей, отримав назву PzKpfw b2 749t (f).
Початкові тактико-технічні вимоги до нового танку були сформульовані в січні 1921 року. До розробки були залучені п'ять фірм, що вже мали досвід танкового виробництва: «Делоне-Бельвіль», FAMH («Сен-Шамон»), FCM і працювали спільно з «Рено» та «Шнейдер». Кожна з фірм повинна була розробити свій проєкт, на основі випробувань прототипів яких передбачалося створити єдиний проєкт, що містив в собі найкращі з представлених рішень. Замовлення на виробництво майбутнього танка, що потенційно налічувало сотні примірників, мало бути розподілене між усіма фірмами-учасниками, від яких, своєю чергою, очікувалася повна кооперація та використання своїх найкращих конструкторських знахідок у спільному підприємстві.
Розробка нового танка гальмувалася рядом причин, основною з яких було мале фінансування армії впродовж 1920-х років. До того ж його створення гальмувалося Лігою Націй, у світлі панівних пацифістських настроїв, що розглядала розробку та введення в масове виробництво настільки потужного танка, як підготовку до війни з боку Франції та загрожувала їй економічними санкціями. Проте всі фірми в травні 1924 року зуміли представити свої прототипи. Проєкт «Делоне-Бельвіль» являв собою власне, вдосконалений варіант FT-17, але був відкинутий ще на ранній стадії, бо він не відповідав умовам проєкту. Всі інші проєкти мали схоже компонування, з розташуванням гармати у лобовій частині корпусу та башти з кулеметним озброєнням. Прототип FCM, FCM 21, використовував ряд рішень, раніше застосованих на тих що будувалися цією ж фірмою танках 2C, зокрема елементи підвіски та стробоскопічні оглядові прилади. На прототипі FAMH використовувалася ходова частина від САУ цієї ж фірми, що застосовувалася також на танку «Сен-Шамон», а його озброєння складалося з 75-мм гармати в корпусі та двох кулеметів у башті. «Шнейдер» та «Рено» спільно представили два прототипи, SRA і SRB, що мали різну ходову частину й різні гармати — короткоствольну 75-мм гармату на SRA і довгоствольну 47-мм гармату на SRB. Обидва прототипи використовували однакові башти з двома кулеметами. Відрізнялася у представлених танків і силова установка, прототипи FCM і FAHM оснащувалися двигунами фірми «Панар» в той час, як обидва прототипи «Рено» — «Шнейдер» — двигунами «Рено».
Результати випробувань дозволили до березня 1925 року більш точно сформулювати технічне завдання. Маса майбутнього танка повинна була становити 19—22 тонни, а його броня мала захищати від усіх видів зброї піхоти. Загальне компонування  та форма були в цілому запозичені у SRB. Як силова установка був обраний двигун «Рено», в поєднанні з механізмом повороту «Недер» прототипу FAHM. Від нього ж була запозичена пневматична підвіска, тоді як гусениці типу «Хольт» були взяті у FCM 21. Броню танка мав постачати FAHM. У січні 1926 року FAHM, FCM і «Рено»-«Шнейдер» отримали замовлення на виготовлення нових прототипів, з метою конспірації позначалися як «Трактор 30» (фр. Tracteur 30). За контрактами, підписаними у березні 1927 року, кожна фірма повинна була представити власний прототип. Як основне озброєння були обрані короткоствольні 75-мм гармати, виробництва FAMH на її та FCM прототипах, виробництва «Шнейдер» на третьому прототипі. Допоміжне озброєння прототипів було однаковим — спарені 8-мм кулемети у башті моделі ST 4. Товщина бронювання корпусу становила 25 мм для вертикальних і 10 мм для горизонтальних поверхонь, тоді як товщина литих башти й «рубки» водія становила 35 мм.
В умовах дуже невеликого фінансування, виготовлення прототипів затягувалося, і перший з них, під номером 101, був виготовлений «Рено»-«Шнейдер» лише до березня 1929 року. Його випробування тривали до 1930 року і за їх результатами проєкт був знову доопрацьований. Два нових прототипи, № 102 і № 103, завершені до вересня 1931 року, відрізняється збільшеним до 40 мм вертикального бронювання. Всі три прототипи були спрямовані на військові випробування. Для надання їм можливості боротьби хоча б з легкими танками, у вересні 1932 року на них були встановлені башти моделі APX 1, які озброювалися короткоствольною 47-мм гарматою та двома кулеметами. Також доопрацювання, цього разу вже не принципові, були проведені в механізмі повороту, прицільних пристроях, радіостанції та підвісці. У такому вигляді, через 13 років після початку робіт по ньому, новий танк був у березні 1934 року прийнятий на озброєння під позначенням «Танк B1» (фр. Char B1).

## Серійне виробництво
Починаючи з 1935 року танки будувалися на заводах п'яти фірм — Renault (182 одиниці), FCM (72), Schneider (32), FAMH (70), АМХ (47). Всього до припинення виробництва — 15 червня 1940 року — виготовлено 403 одиниці.

## Подальший розвиток
Танки поліпшеної конструкції отримали назву В1 bis. Їх вага збільшилася до 32 тонн, посилено озброєння та товщина броні доведена до 60 мм. При цьому сам танк збирався з литих деталей. Ще однією інновацією було застосування гідропідсилювача. У 1937 р. був виготовлений дослідний зразок В1 ter який отримав додаткову броню, систему горизонтального наведення 75 мм гармати, але його у виробництво запустити не встигли.

## Опис конструкції
B1 мав компонування з розташуванням основного озброєння в лобовій частині корпусу, а допоміжного — під баштою що обертається. Двигун та трансмісія розташовувалися в кормовій частині танка. Екіпаж танка складався з чотирьох осіб: механіка-водія, що виконував також функції стрільця з основної гармати; заряджаючого обох гармат; радиста та командира танка, що був також стрільцем та частково заряджаючим 47-мм гармати.

### Озброєння
Основним озброєнням B1 всіх модифікацій була 75-мм гармата SA32. Вона мала довжину ствола в 17,1 калібра/1283 мм і початкову швидкість снаряда 221 м/с (що не дозволяла ефективно пробивати броню, а використовувати гармату проти піхоти та укріплень). Гармата розміщувалася в правій лобовій частині корпусу в установці, що дозволяла її наведення лише у вертикальній площині, за допомогою гвинтового механізму, в межах −15… +25 °. Наводження гармати здійснював зі свого місця механік-водій, за допомогою розміщеного для цього сполученого з гарматою оптичного прицілу. Боєкомплект гармати становив на B1 — 87, на B1 bis — 74 унітарних пострілів з осколково-фугасними снарядами. Постріли розміщувалися в стелажах на підлозі бойового відділення, підривники до них зберігалися окремо та вкручувались в снаряди лише безпосередньо перед заряджанням. Крім 75-мм гармати, в розпорядженні водія були на B1 — два, на B1 bis — один 7,5-мм кулемет «Шательро» мод. 1931, жорстко закріплений в лобовій частині корпусу, який наводився поворотом всієї машини.

### Засоби спостереження та зв'язку
На танк встановлювалися рації ER51, ER53 або ER55. Прилади прицілювання на всіх B1 однакові: телескопічний приціл та перископний бінокуляр.

### Двигун та трансмісія
Char B1: Двигун Renault, рядний, V-подібний, 6-циліндровий, потужністю 250 к.с. при 1600 об\хв. Трансмісія Naeder, гідравлічна, 5-швидкісна КПП, подвійний диференціал.
Char B1 bis: Двигун Renault, рядний 6-циліндровий карбюраторний двигун водяного охолодження фірми Renault потужністю 307 л. с. при 1900 об/хв поєднувався з механічною трансмісією. Вона складалася з автоматично вимиканого зчеплення Fieux, яке не давало заглухнути двигуну і полегшувало керування, тривальної коробки передач з п'ятьма швидкостями вперед і однією назад, двопоточного диференціального механізму повороту типу Double Differencial, а також гідростатичної передачі Naeder, яка дозволяла дуже точно поводити по горизонталі 75-мм гармату.
Максимальна швидкість на п'ятій передачі становила 28 км/год при 1800 об/хв. На першій передачі танк рухався зі швидкістю 2 км/год при 1600 об/хв.

### Ходова частина
На один борт: 14 опорних і 2 натяжних котки, переднє провідне та заднє напрямне колесо; ширина траків — 460 мм (B1), 500 мм (B1 bis).

## Модифікації
Char B1: Початковий варіант танка. Виробництво почалося 1935 року. Основне озброєння — 75 мм гармата SA32. У невеликій башті встановлювалося 47 мм короткоствольна гармата SA34, яка була неефективною проти танків з бронею понад 20 мм. Повільний та неповороткий, був повністю архаїчний через слабкі гармати та повільність. Єдина перевага — 40 мм бронювання, але до того часу нові німецькі танки (Pz III Ausf. H і Pz. IV Ausf. A) могли пробивати таку броню. Випущено 35 одиниць.
Char B1 bis: Наймасовіший варіант, випускався з 1937 року. Нова башта APX 4 з 57 мм лобовим бронюванням та новою довгоствольною 47 мм гарматою SA35. Бронювання корпусу збільшилося до 60 мм, встановили більш потужний двигун (307 к.с.) і додатковий запас палива. Танк вимагав хороше технічне обслуговування та багато танків вийшло з ладу по дорозі на фронт. Найпотужніше 60 мм бронювання не пробивав жоден німецький танк. А довгоствольна 47 мм гармата пробивала всі німецькі танки того часу. Випущено 365 одиниць.
Char B1 ter: прототип був побудований 1937 року. Однак виробництво було зосереджено на B1 bis. Додавався новий член екіпажу. Тепер танк мав більше місця в бойовому відділенні та збільшену до 70 мм броню корпусу. Також було додано горизонтальне ( що правда всього 10°) наведення 75 мм гармати. Серійно не випускався.

## Машини на базі B1
- 10,5 cm leFH 18/3 (Sf) B2 (f) — У березні 1941 року було замовлено 16 САУ, оснащених 105-мм гаубицею 10,5 cm leFH 18/3 (Sf). Башта танка з 47-мм гарматою і 75-мм гаубицею в корпусі демонтувалась. На даху бойового відділення встановлювалася нерухома рубка, в лобовому листі якого монтувалась німецька гармата. Товщина броні рубки становила 20 мм, дах був відсутній. Виробництво цих САУ, почалося лише в грудні 1941 року. Замовлені 16 машин були здані в наступному році та надійшли на озброєння танко-самохідних частин, що перебували на території Франції. Відомості про їх використання відсутні, але за неперевіреними даними самохідки намагалися використовувати в Нормандії під час відбиття висадки союзників, де вони були всі знищені.

- Flamm.Pz.B2 740 (f) — Модифікація, проведена військами вермахту. Доробки зводилися до монтажу вогнемета, аналогічного тому, що використовувався на Flamm. Pz. II, замість 75-мм гаубиці в кульовій установці. Над вогнеметом споруджувалася будка з прицільним пристосуванням для вогневої суміші. Оскільки всередині танка для резервуара з вогневою сумішшю не знайшлося місця, його довелося встановити на кормі, обшивши 30-мм листами броні. Балони зі стисненим повітрям перебували всередині бойового відділення. Дія вогнемета забезпечувалося 2-х тактним мотоциклетним двигуном. Ще однією відмінною особливістю вогнеметного варіанту стала перенесена на правий борт антена радіостанції FuG5. Модернізовано було близько 60 машин.
- Flammwagen auf Panzerkampfwagen B-2(f) —  вогнеметний танк що був німецькою переробкою французького танку Char B-2(f)s. Башта танку з 47-мм гарматою залишилася але замість 75-мм гаубиці в корпусі були встановлені вогнемети. Більшість цих танків використовувалась на Східному Фронті та мали велику ефективність у штурмових діях через своє фронтальне бронювання. Усього таких танків було випущено 60 одиниць.

- Fahrschulpanzer B2 (f) — Достатньо значну кількість трофейних B1 bis було переобладнано в навчальні танки та отримали позначення Fahrschulpanzer B2 (f). Всі зміни зводилися до демонтажу башти з озброєнням 75-мм гаубиці, установленні поручнів на корпусі, а також до заміни частини французького обладнання на німецьке.

## Перебував на озброєнні

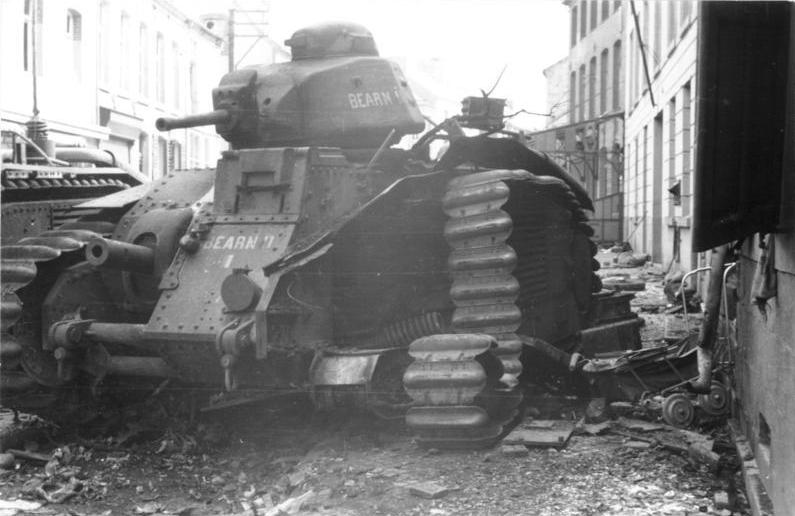
травень 1940.
Підбитий «Char B1»

- Франція
- Третій Рейх

## Експлуатація та бойове застосування
З 342 боєздатних машин — близько 200 було знищено в боях.  Всупереч лобовій 60 мм броню, потужну 75 мм і 47 мм гармату, B1 bis мав серйозний недолік — розподіл забов'язань членів екіпажу. Командир наводив, заряджав та стріляв з 47 мм гармати, механік-водій стріляв з 75 мм гармати та кулемета. На додаток до всього цього німецька авіація панувала в повітрі, що дозволяло швидко виявити танк. Танк не відрізнявся компактністю — його було важко сховати. Розгром Франції дозволив німцям взяти B1 трофеєм. Проте у ряді випадків танк показав виняткові приклади виживання при щільному вогні супротивника. Наприклад Char B1 під командуванням П'єра Бійота в бою 16 травня 1940 року за село Стоні отримав 140 влучень, і при цьому не був виведений з ладу жоден життєво важливий агрегат машини.

## B1 в масовій культурі
Піхотний танк B1 bis був частиною першої місії кампанії за Німеччину в комп'ютерній грі «Протистояння 3».
Танк (під ім'ям Pz Kpfw b1) зустрічається також у грі «У тилу ворога. Чорні бушлати» (кампанія «Великі гармати Манштейна», місія "У гонитві за Бруно").
B1 bis є у стратегії R.U.S.E. як французький танк, так і трофейний німецький.
Також трофейний танк B1 bis раніше можна було побачити серед німецьких танків в MMO-грі World of Tanks під назвою PzKpfw B2 740 (f); згодом став доступний і вихідний французький варіант В1, причому працездатна лише розташована у башті 47-мм гармата.
Деяка алюзія на Char B1 присутня в настільній грі Warhammer 40,000, де танк «Леман Русс» сильно нагадує В1, лише з гусеницями на манер британського Mark IV.